# Pietro Beruatto
Pietro Beruatto, né le 21 décembre 1998 à Trieste en Italie, est un footballeur italien, qui évolue au poste d'arrière gauche.

## Biographie

### En club
Né à Trieste en Italie, Pietro Beruatto est formé par la Juventus FC, mais il commence sa carrière professionnelle au L.R. Vicence, où il est prêté le 27 juillet 2017. Il joue son premier match le 30 juillet 2017, lors d'une rencontre de coupe d'Italie contre le Pro Plaisance. Il est titularisé et son équipe s'impose par quatre buts à un.
Le 20 août 2020, Beruatto est de nouveau prêté au L.R. Vicence pour une saison. Il découvre alors la Serie B, la deuxième division italienne, jouant son premier match le 26 septembre 2020, lors de la première journée de la saison 2020-2021, face au Venise FC. Il est titularisé et son équipe s'incline par un but à zéro.
Le 15 juillet 2021, Pietro Beruatto est prêté au Pise SC pour une saison avec option d'achat,. 
Le 28 octobre 2021, Beruatto inscrit son premier but pour le Pise SC, lors d'une rencontre de championnat contre l'US Cremonese. Titulaire, il ouvre, le score, mais les deux équipes se neutralisent (1-1 score final).
Le 20 juin 2022, Beruatto est recruté définitivement par le Pise SC.

### En sélection
Pietro Beruatto représente l'équipe d'Italie des moins de 19 ans pour un total de trois matchs, tous en 2016.
Avec les moins de 20 ans, Beruatto joue un total de cinq matchs, tous en 2017 et en tant que titulaire.